# Georges Bourriquet
Georges Bourriquet, né le 16 septembre 1923 à Paris et mort le 2 juin 1961 à La Champenoise (Indre), est un homme politique français.

## Biographie
Né à Paris en 1923 dans une famille modeste, il interrompt assez tôt ses études avec l'arrivée de la guerre et l'Occupation allemande. Lors d'une manifestation patriote, le 14 juillet 1942, il est arrêté par la Gestapo et déporté. L'explosion d'une bombe soufflante lors d'un bombardement provoque l'éclatement d'un poumon mais il se rétablit et revient en France, avec la farouche volonté de consacrer ses forces à l'action politique. Il s'engage au RPF dès sa fondation et se présente dans la 3e circonscription de la Seine, sur une liste conduite par Christian Fouchet. Il n'est pas en position éligible et se présente à nouveau en 1958 dans la 29e circonscription et est élu. Il entre à l'Assemblée et siège à la commission de la Production et des échanges.
Au cours de l'été 1958, afin de soutenir l'action du général de Gaulle auprès du monde ouvrier dont il est issu et dont il se sent proche, il fonde avec Jean Bernasconi le Comité national ouvrier et professionnel et en devient le secrétaire général.
Il meurt dans un accident de la route près de Châteauroux, avec sa femme, leur fille et deux parents, en juin 1961. Son suppléant Paul Bellec reprend son siège à l'Assemblée.